# Джованні Доменіко Санторині
Джованні Доменіко Санторині (італ. Giovanni Domenico Santorini; 6 червня 1681–7 травня 1737) — італійський анатом. 
З 1703 року — професор анатомії у Венеції, обіймав посаду протомедика. 
Опублікував праці «Анатомічні спостереження» (1714), «Про гортань» (1724). Описав багато м'язів лиця.
Його ім'ям назвали: 
- потовщення задньої частини черпакувато-надгортанної складки — ріжкуватий горбик (Санториніїв горбик);
- ріжкуватий хрящ гортані (Санториніїв хрящ);
- непостійну найвищу носову раковину (Санторинієва раковина);
- додаткову протоку підшлункової залози (Санторинієва протока);
- малий сосочок дванадцятипалої кишки (Санториніїв сосочок);
- гордовитий м'яз, м'яз сміху та непостійний м'яз вирізки завитка вушної раковини (Санториніїв м'яз);
- вирізку хряща слухового ходу (Санторинієва вирізка);
- тім'яну випускну вену (Санториніїв емісарій).